# كاثرين نيفيل (مؤلفة)
كاثرين نيفيل (بالإنجليزية: Katherine Neville)‏ (4 أبريل 1945، سانت لويس في الولايات المتحدة)؛ عارضة، مصورة، كاتِبة وروائية أمريكية.

## روابط خارجية
- كاثرين نيفيل على موقع IMDb (الإنجليزية)